# Peter Kjærsgaard-Andersen
Peter Kjærsgaard-Andersen (født 30. april 1984) er en dansk fodbolddommer, der siden 2013/2014-sæsonen har dømt i den danske Superliga. Han tog sin dommereksamen i 1999, og i 2008 rykkede han i 2. division. Her dømte han indtil foråret 2010 inden han rykkede videre i 1. division. Han rykkede i Superligaen samtidig med kollegaen Dennis Mogensen.
Peter Kjærsgaard-Andersen er søn af Per Kjærsgaard-Andersen, der er medlem af Dansk Boldspils-Unions elitedommerudvalg, men faderen Per deltog ikke i beslutningen om sønnens oprykning til Superligaen pga. inhabilitet.
Han debuterede i Superligaen den 4. august 2013 i kampen mellem OB og Viborg FF. En kamp der endte med en 4-2-sejr til OB.